# Okręg wyborczy Kidderminster
Okręg wyborczy Kidderminster powstał w 1832 r. i wysyłał do brytyjskiej Izby Gmin jednego deputowanego. Okręg położony był w hrabstwie Worcestershire. Został zlikwidowany w 1983 r.

## Deputowani do brytyjskiej Izby Gmin z okręgu Kidderminster
- 1832–1835: Richard Godson
- 1835–1837: George Richard Philips
- 1837–1849: Richard Godson
- 1849–1852: John Best
- 1852–1859: Robert Lowe, wigowie
- 1859–1862: Alfred Rhodes Bristow
- 1862–1865: Luke White, Partia Liberalna
- 1865–1868: Albert Grant
- 1868–1874: Thomas Lea
- 1874–1874: Albert Grant
- 1874–1880: William Augustus Fraser
- 1880–1886: John Brinton
- 1886–1906: Augustus Frederick Godson, Partia Konserwatywna
- 1906–1910: Edmund Broughton Barnard, Partia Liberalna
- 1910–1922: Eric Ayshford Knight, Partia Konserwatywna
- 1922–1945: John Wardlaw-Milne, Partia Konserwatywna
- 1945–1950: Louis Tolley, Partia Pracy
- 1950–1964: Gerald Nabarro, Partia Konserwatywna
- 1964–1974: Tatton Brinton, Partia Konserwatywna
- 1974–1983: Esmond Bulmer, Partia Konserwatywna